# Израильско-соломонские отношения
Израильско-соломонские отношения — двусторонние международные дипломатические, экономические, культурные и иные отношения между Израилем и Соломоновыми островами.
Дипломатические отношения между двумя странами были установлены в 1998 году. У Израиля нет посольства в Хониаре; вместо этого со страной работает нерезидентный посол из Канберры, Австралия, а также почётный консул.

## История
В 2004 году израильский посол Михаэль Ронен представил верительные грамоты главе государства. Работающий в Канберре, Австралия, глава дипломатической миссии предложил островному государству помощь в сфере здравоохранения и пригласил соломонских фермеров на обучение в Израиль.
В 2009 году Соломоновы острова стало единственным тихоокеанским государством, проголосовавшим за резолюцию,  осуждающую контртеррористическую операцию, проведенную АОИ в Газе в 2009 года. Ранее представители правительства Соломоновых островов провели переговоры с представителями Ирана, который обещал оказать помощь островному государству в строительстве дамбы, а также оплатить учёбу 20 студентов медиков на Кубе. СМИ предполагают, что именно поэтому островное государство проголосовало за резолюцию. Остальные государства региона Маршалловы острова, Микронезия, Науру, Палау и Австралия поддержали на голосовании еврейское государство. В конце 2009 года Израиль направил официального представителя МИДа на Соломоновы острова, чтобы провести переговоры с официальными лицами этого государства и наладить отношения между двумя странами.
В 2012 году на 193-й Генассамблее ООН представитель Соломоновых островов проголосовал за то, чтобы повысить статус Палестины в этой организации с «наблюдателя» до «не члена». Соломоновы острова и Тувалу были двумя единственными тихоокеанскими государствами, которые голосовали за резолюцию. Израильский консул Leliana Firisua назвала это событие «грустным днём в дружбе между Израилем и Соломоновыми островами».
В марте 2016 года специальный посланник МИДа Израиля в Тихоокеанском регионе Шимона Гальперин встретилась с премьер-министром Соломоновых островов Манассе Согаваре. Визит последовал за просьбой островного государства у организации МАШАВ в сфере рыболовли, сельского хозяйства и образования. Гальперин сопровождала почётный консул Израиля на Соломоновых островах Лелиана Ферисуа. Израильская делегация также провела встречи с министром иностранных дел и внешней торговли, а также с высокопоставленными правительственными чиновниками из министерства сельского хозяйства и животноводства и министерства рыболовства и морских ресурсов.